# VfR 1900 Offenbach
VfR 1900 Offenbach was een Duitse voetbalclub uit Offenbach am Main, Hessen.

## Geschiedenis
In 1900 werden in Offenbach de clubs FC Germania en FC Melitia opgericht. Beiden namen deel aan de kwalificatie voor de Zuid-Duitse eindronde van 1902/03. Germania versloeg Melitia met 2:0 en werd dan zelf verslagen door FC Hermannia Frankfurt met 7:0. De club speelden slechts een nevenrol in het Zuid-Duitse voetbal en besloten in 1917 de krachten te bundelen en ze fuseerden tot VfR 1900. Op 27 oktober 1921 fuseerde de club met Kickers Offenbach tot VfR Kickers Offenbach, met het doel om een nationale topclub te worden. Deze fusie hield echter slechts enkele jaren stand en in 1925 splitsten voormalige VfR spelers zich af en richtten de club opnieuw op. 
In 1937 werd de club SV 02 Offenbach op straat gezet door het nazi-regime. Het terrein aan de Bieberer Berg werd aan de politie toegewezen. Om een nieuw terrein te vinden werd gezocht naar een fusiepartner en die werd gevonden bij VfR 1900. Op 21 mei 1938 fuseerden beide clubs tot VfB 1900 Offenbach. 